# Anoectochilus reinwardtii
Anoectochilus reinwardtii är en orkidéart som beskrevs av Carl Ludwig von Blume. Anoectochilus reinwardtii ingår i släktet Anoectochilus och familjen orkidéer. Inga underarter finns listade i Catalogue of Life.